# Legendary: Grobowiec smoka
Legendary: Grobowiec smoka (tytuł oryg. Legendary: Tomb of the Dragon, tytuł alternat. Legendary 3D) − brytyjsko-chiński film fabularny z 2013 roku, napisany przez Andy’ego Briggsa oraz wyreżyserowany przez Erica Stylesa. W filmie w rolach głównych wystąpili aktorzy kina akcji: Scott Adkins i Dolph Lundgren. Fabuła skupia się na poszukiwaniach legendarnej wodnej kryptydy, siejącej spustoszenie w chińskiej wiosce. Premiera projektu miała miejsce 17 maja 2013, podczas Międzynarodowego Festiwalu Filmowego w Cannes. Jesienią 2013 film wydano na dyskach DVD i Blu-ray w takich krajach jak Francja i Grecja.

## Obsada
- Scott Adkins − Travis Preston
- Dolph Lundgren − Harker
- Yi Huang − dr. Lan Zeng
- Nathan Lee − Brandon Hua
- James Lance − Doug McConnell
- Lydia Leonard − Katie
- Geng Le − Jianyu
- Murray Clive Walker − Chuck

## Opinie
Film zebrał negatywne recenzje krytyków. Ed Blackadder, dziennikarz pracujący dla witryny Influx Magazine, uznał, że obraz Erica Stylesa jest "bardzo słaby", a wykorzystane w nim efekty 3D "niczemu nie służą". Według Alberta Nowickiego (filmweb.pl), "Tomb of the Dragon ma (...) szansę stać się wielką nadzieją ramówki telewizji Puls". "Efekty CGI z udziałem tytułowego Legendarnego wołają o pomstę do nieba. Wodny stwór miota się w kadrze z gracją godną milusińskich bestyjek rodem z kultowych filmowych pomyłek lat 50. i 60." Recenzent skwitował projekt, pisząc: "Pod koniec dziewięćdziesięciominutowego seansu Eric Styles ostatecznie kwituje Legendary jako film nieudany, a nawet nieudolny: szósta w karierze Walijczyka fabuła co do joty wyczerpuje komput klisz i frazesów (...). Tomb of the Dragon to mdły miszmasz, chybione połączenie Anakond: Polowania na Krwawą Orchideę, dramatu Loch Ness Johna Hendersona i dowolnie wybranego filmu akcji klasy 'B'. Obraz nakręcony bez żadnej inwencji twórczej."